# Magical Girl Witch Trials
Magical Girl Witch Trials (魔法少女ノ魔女裁判 Mahō Shōjo no Majo Saiban?) es un juego de aventuras de misterio de 2025 de Re,AER, una compañía de guionismo. El juego está disponible actualmente en Steam y una versión para Nintendo Switch se lanzará en la primavera de 2026. En japonés, el juego también se abrevia como «Manosaba».

## Jugabilidad
Magical Girl Witch Trials es un videojuego de aventuras y misterio donde los jugadores primero ven los eventos desde la perspectiva de Sakuraba Ema y luego, en la segunda parte de la historia, desde la perspectiva de un personaje diferente. La jugabilidad es similar a la de Danganronpa.
La jugabilidad se desarrolla en ciclos de cuatro fases. En la primera, la historia continúa con las mahō shōjo interactuando entre sí. El personaje que controla puede elegir habitaciones a las que ir, donde se desarrollarán diversas historias. Durante los diálogos, se le puede pedir al personaje que elija una de dos o más opciones, en las que todas menos una conducen a un mal final. En la segunda fase, una de las mahō shōjo es asesinada por otra, y el jugador busca pistas y recopila testimonios. En la tercera fase, se lleva a cabo un juicio por brujería para identificar al asesino. Hay un límite de tiempo para repetir los diálogos, y si se demora demasiado, la partida termina automáticamente. Durante esta fase, el jugador debe interactuar activamente con el juicio para señalar mentiras e inexactitudes; de lo contrario, se ejecutará a la mahō shōjo equivocada, y el protagonista morirá de diversas maneras tras la ejecución injusta. La mahō shōjo declarada culpable será ejecutada, y la jugabilidad llega a la cuarta fase, que conecta directamente con la primera. El juego se repite hasta que la historia programada llega a su fin.

## Desarrollo
El desarrollo del juego fue financiado parcialmente mediante micromecenazgo a través de ja, cuyo objetivo era aumentar la calidad del juego. La financiación colectiva comenzó el 19 de abril de 2024 y duró hasta finales de junio. La financiación colectiva alcanzó aproximadamente 33,4 veces la cantidad necesaria, y como resultado, el juego recibió doblaje completo. Entre los actores de voz de los personajes se encuentra Ryūsei Nakao, quien prestó su voz a Freezer en la versión original en japonés de Dragon Ball.

## Recepción
Los críticos de la revista japonesa de videojuegos Famitsū destacaron positivamente las características únicas de las chicas, lo que facilitaba su recuerdo. También destacaron la sensación de culpa y la satisfacción que proporciona la jugabilidad. En Steam, el 95 % de los jugadores valoraron el juego positivamente, con reseñas que elogiaban el diseño de los personajes y la calidad de las ilustraciones. Un crítico de Dengeki Online señaló que el juego revela adecuadamente los detalles de los personajes que mueren al principio del juego, algo poco común en los escenarios de muerte. También elogiaron la emotiva trama y se sintieron inmersos en la jugabilidad.
La versión Steam del juego fue el juego más vendido en Japón el 25 de julio.